# Saison 8 de X-Files : Aux frontières du réel
Chronologie
Saison 7 Saison 9
Cette page recense les épisodes de la huitième saison de la série télévisée américaine X-Files : Aux frontières du réel.

## Distribution

### Acteurs principaux
- Gillian Anderson (VF : Caroline Beaune) : l'agent spécial Dana Scully
- Robert Patrick (VF : Hervé Furic) : l'agent spécial John Doggett
- David Duchovny (VF : Georges Caudron) : l'agent spécial Fox Mulder (12 épisodes)

### Acteurs récurrents
- Mitch Pileggi (VF : Jacques Albaret) : le directeur adjoint Walter Skinner (12 épisodes)
- James Pickens Jr. : Alvin Kersh (7 épisodes)
- Tom Braidwood : Melvin Frohike (6 épisodes)
- Dean Haglund : Richard Langly (6 épisodes)
- Bruce Harwood : John Fitzgerald Byers (6 épisodes)
- Kirk B. R. Woller : l'agent Gene Crane (5 épisodes)
- Annabeth Gish : Monica Reyes (4 épisodes)
- Nicholas Lea : Alex Krycek (3 épisodes)
- Zachary Ansley : Billy Miles (3 épisodes)
- Adam Baldwin : Knowle Rohrer (3 épisodes)
- Jeff Gulka : Gibson Praise (2 épisodes)
- Sheila Larken : Margaret Scully (2 épisodes)

## Épisodes

### Épisode 1:Chasse à l'homme,1repartie
- États-Unis : 5 novembre 2000 sur FOX
- France : 19 septembre 2001 sur M6

- États-Unis : 15,87 millions de téléspectateurs (première diffusion)

- Mitch Pileggi : Walter Skinner
- James Pickens Jr. : Alvin Kersh
- Tom Braidwood : Melvin Frohike
- Dean Haglund : Richard Langly
- Bruce Harwood : John Byers
- Kirk B. R. Woller : l'agent Gene Crane
- Jeff Gulka : Gibson Praise

- Le générique du début change pour la première fois avec l'arrivée du personnage John Doggett incarné par Robert Patrick.
- L'épisode est dédié à la mémoire de Jim Engh (1961-2000), technicien de plateau décédé d'un accident durant le tournage.

### Épisode 2:Chasse à l'homme,2epartie
- États-Unis : 12 novembre 2000 sur FOX
- France : 19 septembre 2001 sur M6

- États-Unis : 15,1 millions de téléspectateurs (première diffusion)

- Mitch Pileggi : Walter Skinner
- James Pickens Jr. : Alvin Kersh
- Brian Thompson : le chasseur de primes extraterrestre
- Kirk B. R. Woller : l'agent Gene Crane
- Jeff Gulka : Gibson Praise

### Épisode 3:Patience
- États-Unis : 19 novembre 2000 sur FOX
- France : 26 septembre 2001 sur M6

- États-Unis : 13,3 millions de téléspectateurs (première diffusion)

- Bradford English : l'inspecteur Abbott
- Gene Dynarski : Ernie Stefaniuk
- Dan Leegant : Myron Stefaniuk
- Jay Caputo : la créature
- Eve Brenner : Mme McKesson

### Épisode 4:Un coin perdu
- États-Unis : 26 novembre 2000 sur FOX
- France : 3 octobre 2001 sur M6

- États-Unis : 13,6 millions de téléspectateurs (première diffusion)

- David Barry Gray : Hank Gulatarski
- Lawrence Pressman : M. Milsap
- Conor O'Farrell : le shérif Ciolino
- William O'Leary : le pompiste
- Rusty Schwimmer : la conductrice du bus

### Épisode 5:Invocation
- États-Unis : 3 décembre 2000 sur FOX
- France : 3 octobre 2001 sur M6

- États-Unis : 13,9 millions de téléspectateurs (première diffusion)

- Kyle et Ryan Pepi : Billy Underwood
- Kim Greist : Lisa Underwood
- Colton James : Josh Underwood
- Erich Anderson : Doug Underwood
- Barry Cullison : le shérif Sanchez
- Rodney Eastman : Ronnie Purnell
- Sheila Shaw : Marcia Purnell
- Jim Cody Williams : Cal Jepy

### Épisode 6:Combattre le passé
- États-Unis : 10 décembre 2000 sur FOX
- France : 3 octobre 2001 sur M6

- États-Unis : 13,2 millions de téléspectateurs (première diffusion)

- Joe Morton : Martin Wells
- Danny Trejo : Cesar Ocampo
- Bellamy Young : Janet Wilson
- Guy Torry : Shorty

- L'épisode se déroule uniquement du point de vue du suspect, et non des protagonistes habituels.
- La chronologie des événements de l'épisode est inversée comme le titre original Redrum (qui se lit Murder — « meurtre/assassiner » — à l'envers). Ce titre fait aussi référence au roman d'horreur Shining, l'enfant lumière de l'écrivain Stephen King (coscénariste avec Chris Carter de l'épisode La Poupée).
- Joe Morton et Robert Patrick se connaissaient déjà car ils avaient travaillé ensemble sur Terminator 2 : Le Jugement dernier.

### Épisode 7:Via negativa
- États-Unis : 17 décembre 2000 sur FOX
- France : 10 octobre 2001 sur M6

- États-Unis : 12,37 millions de téléspectateurs (première diffusion)

- Mitch Pileggi : Walter Skinner
- James Pickens Jr. : Alvin Kersh
- Tom Braidwood : Melvin Frohike
- Dean Haglund : Richard Langly
- Bruce Harwood : John Byers
- Wayne Alexander : G. Arnold
- Kirk B. R. Woller : l'agent Gene Crane
- Keith Szarabajka : Anthony Tipet
- Grant Heslov : Dr. Andre Bormanis

- Les Bandits solitaires évoquent le MK Hunter pour expliquer à Doggett le concept de l'assassinat psychique.
- Nous apprenons pour la première fois le prénom de Langly : Richard.

### Épisode 8:À coup sûr
- États-Unis : 7 janvier 2001 sur FOX
- France : 10 octobre 2001 sur M6

- États-Unis : 13,3 millions de téléspectateurs (première diffusion)

- Tom Jourden : Carlton Chase
- Patrick Kilpatrick : Randall Cooper
- Michael Bowen : Dwight Cooper
- Kellie Waymire : Tammi Peyton
- Joe Sabatino : le capitaine Triguero

### Épisode 9:Dur comme fer
- États-Unis : 14 janvier 2001 sur FOX
- France : 17 octobre 2001 sur M6

- États-Unis : 11,7 millions de téléspectateurs (première diffusion)

- Wade Williams : Ray Pearce
- Jennifer Parsons : Nora Pearce
- Tamara Clatterbuck : Larina Jackson
- Arye Gross : Dr. Tom Puvogel
- Kenneth Meseroll : Owen Harris
- Scott MacDonald : Curt Delario

### Épisode 10:À l'intérieur
- États-Unis : 21 janvier 2001 sur FOX
- France : 17 octobre 2001 sur M6

- États-Unis : 11,8 millions de téléspectateurs (première diffusion)

- Bill Dow : Chuck Burks
- Michael Welch : Trevor
- Jordan Warkol : Quinton
- Calvin Remsberg : Hugh Potocki
- Jane Daly : Mme Holt
- Deep Roy : le mendiant

### Épisode 11:Dévoreur d'âmes
- États-Unis : 4 février 2001 sur FOX
- France : 24 octobre 2001 sur M6

- États-Unis : 14,6 millions de téléspectateurs (première diffusion)

- Mitch Pileggi : Walter Skinner
- Tom Braidwood : Melvin Frohike
- Dean Haglund : Richard Langly
- Bruce Harwood : John Byers
- Natalie Radford : Marie Hangemuhl
- Justin Williams : Paul Hangemuhl
- Michael McGrady : le shérif Kurt Frey

- Bien que David Duchovny soit crédité au générique, sa présence n'est que sous forme d'un souvenir dans l'épisode. Gillian Anderson, en revanche, est absente (apparaissant au travers d'extraits d'épisode antérieurs).

### Épisode 12:Luminescence
- États-Unis : 11 février 2001 sur FOX
- France : 24 octobre 2001 sur M6

- États-Unis : 13,8 millions de téléspectateurs (première diffusion)

- Ken Jenkins : l'inspecteur Karras
- Brent Sexton : Steven Melnick
- Judith Scott : Dr. Kai Bowe
- Penny Johnson Jerald : Dr. Hellura Lyle
- Adam Lieberman : l'officier Philbrick
- Vyto Ruginis : le lieutenant Bianco

### Épisode 13:Per manum
- États-Unis : 18 février 2001 sur FOX
- France : 7 novembre 2001 sur M6

- États-Unis : 16 millions de téléspectateurs (première diffusion)

- Mitch Pileggi : Walter Skinner
- Adam Baldwin : Knowle Rohrer
- Jay Acovone : Duffy Haskell
- Steven Anderson : Dr. James Parenti
- David Purdham : Dr. Lev
- Jennifer Griffin : Dr. Miryum
- Saxon Trainor : Mary Hendershot
- Megan Follows : Kath McCready

- Bien que David Duchovny soit crédité au générique, sa présence n'est que sous forme d'un souvenir dans l'épisode.
- Dans la diégèse de la série antérieure à sa reprise (en 2016), cet épisode présentait Fox Mulder comme étant le père biologique de William, l'enfant de Scully.

### Épisode 14:Espérance
- États-Unis : 25 février 2001 sur FOX
- France : 7 novembre 2001 sur M6

- États-Unis : 16,9 millions de téléspectateurs (première diffusion)

- Mitch Pileggi : Walter Skinner
- Annabeth Gish : Monica Reyes
- Sarah Koskoff : Theresa Hoese
- Judson Scott : Absalom
- Roy Thinnes : Jeremiah Smith
- Eddie Kaye Thomas : Gary Cole
- Judd Trichter : Richie Szalay
- Bernard White : Dr. Desai

### Épisode 15:Renaissances
- États-Unis : 1er avril 2001 sur FOX
- France : 14 novembre 2001 sur M6

- États-Unis : 12,4 millions de téléspectateurs (première diffusion)

- Mitch Pileggi : Walter Skinner
- James Pickens Jr. : Alvin Kersh
- Nicholas Lea : Alex Krycek
- Tom Braidwood : Melvin Frohike
- Dean Haglund : Richard Langly
- Bruce Harwood : John Byers
- Sheila Larken : Margaret Scully
- Judson Scott : Absalom
- Zachary Ansley : Billy Miles
- Richard McGonagle : Dr. Francis Orovetz

### Épisode 16:Confiance
- États-Unis : 8 avril 2001 sur FOX
- France : 14 novembre 2001 sur M6

- Adam Baldwin : Knowle Rohrer
- Tom Braidwood : Melvin Frohike
- Dean Haglund : Richard Langly
- Bruce Harwood : John Byers
- Mitch Pileggi : Walter Skinner
- James Pickens Jr. : Alvin Kersh
- Judson Scott : Absalom
- Nelson Mashita : Dr. Lim

- Mulder fait référence aux élections présidentielles truquées.
- Le titre original de l'épisode ainsi que le message récurrent Fight the Future (« Combattre le futur ») font référence au premier film.

### Épisode 17:Empédocle
- États-Unis : 22 avril 2001 sur FOX
- France : 14 novembre 2001 sur M6

- États-Unis : 12,46 millions de téléspectateurs (première diffusion)

- Denise Crosby (Dr Mary Speake)
- Annabeth Gish : Monica Reyes
- Amanda et Caitlin Fein : Mia Dukes
- Jay Underwood : Jeb Dukes
- Wendy Gazelle : Katha Dukes

- L'agent Reyes mentionne à l'inspecteur Potter l'artiste Marilyn Manson, dont un exemplaire d'album musical est présent parmi les affaires au bureau du suspect. L'album en question (dont les visuels sont explicitement montrés) est Holy Wood (In the Shadow of the Valley of Death), sorti en l'an 2000.
- Durant la visite de Mulder chez elle, Scully cite la série Dingue de toi.

### Épisode 18:Vienen
- États-Unis : 29 avril 2001 sur FOX
- France : 21 novembre 2001 sur M6

- États-Unis : 11,8 millions de téléspectateurs (première diffusion)

- Mitch Pileggi : Walter Skinner
- James Pickens Jr. : Alvin Kersh
- M. C. Gainey : Bo Taylor
- Gregory Cruz : Diego Garza
- Lee Reherman : Yuri Volkoff
- Miguel Sandoval : Martin Ortega
- Steve Wilcox : Ed Dell

- Le titre original signifie « Ils viennent » ou « Ils arrivent » en espagnol.
- En rapport avec l'affaire en cours, Doggett qui a lu le dossier rappelle brièvement les événements de L'Épave. En faisant de l'ironie, Mulder le compare à un Jedi, célèbre type de guerrier-philosophe d'un autre univers de science-fiction : Star Wars.

### Épisode 19:Seul
- États-Unis : 6 mai 2001 sur FOX
- France : 21 novembre 2001 sur M6

- États-Unis : 12,7 millions de téléspectateurs (première diffusion)

- Mitch Pileggi : Walter Skinner
- Jolie Jenkins : Leyla Harrison
- Zach Grenier : Dr Herman Stites
- Tony Ketcham : Gary Sacks
- James Otis : Arlen Sacks

### Épisode 20:Essence,1repartie
- États-Unis : 13 mai 2001 sur FOX
- France : 28 novembre 2001 sur M6

- États-Unis : 12,8 millions de téléspectateurs (première diffusion)

- Sheila Larken : Margaret Scully
- Jay Acovone : Duffy Haskell
- Annabeth Gish : Monica Reyes
- Nicholas Lea : Alex Krycek
- Kirk B. R. Woller : l'agent Gene Crane
- Zachary Ansley : Billy Miles
- David Purdham : Dr. Lev
- Steven Anderson : Dr James Parenti
- Denise Crosby : Dr Mary Speake
- Frances Fisher : Lizzy Gill

### Épisode 21:Essence,2epartie
- États-Unis : 20 mai 2001 sur FOX
- France : 28 novembre 2001 sur M6

- États-Unis : 14 millions de téléspectateurs (première diffusion)

- Mitch Pileggi : Walter Skinner
- Annabeth Gish : Monica Reyes
- Nicholas Lea : Alex Krycek
- James Pickens Jr. : Alvin Kersh
- Tom Braidwood : Melvin Frohike
- Dean Haglund : Richard Langly
- Bruce Harwood : John Byers
- Adam Baldwin : Knowle Rohrer
- Zachary Ansley : Billy Miles
- Kirk B. R. Woller : l'agent Gene Crane

- On peut noter un clin d’œil à la naissance de Jésus, une étoile qui brille, une mère enceinte sans le père et trois bandits solitaires apportant des présents.